# Micronaclia simplex
Micronaclia simplex là một loài bướm đêm thuộc phân họ Arctiinae, họ Erebidae.